# GeNiEnd2End
GeNiEnd2End ist eine Software-Suite zum Überwachen und Verwalten der Leistung von IT-Systemen. Die GeNiEnd2End-Suite führt  Performancetests an Ende-zu-Ende-Verbindungen durch und liefert Kennzahlen von Applikationsantwortzeiten aus der Benutzerperspektive.

## Anwendung
Für die IT-Administration spielt das punktuelle  Monitoring von Netzwerkkomponenten (Router, Switche) eine große Rolle, wichtig ist die Aussagekraft über die IT-Qualität, also den Grad der Übereinstimmung der Ist-Leistung mit der Soll-Leistung eines IT-Systems. GeNiEnd2End überwacht die Strecke zwischen Endpunkten, also z. B. einem Server und einem Client. Administratoren können Schwellwerte für eine Dienstgüte definieren und sich bei Abweichungen benachrichtigen lassen. Über die permanente Überwachung der Leistungsfähigkeit von IT-Infrastruktur und Applikationen können Unternehmen beurteilen, ob. z. B. Latenz (Signallaufzeit) und Jitter (Schwankung der Signallaufzeit) im Netzwerk für einen VoIP-Betrieb „gut genug“ sind. Dies kann sowohl temporär vor der Einführung eines neuen Dienstes als auch permanent nach der Einführung als Qualitätssicherungsmaßnahme erfolgen. Mit Hilfe von GeNiEnd2End wird geklärt, ob es sich um ein Problem im Bereich von Netzwerk, Server oder Client handelt. Ist die Problemquelle lokalisiert, kann dort mit Hilfe von spezialisierten Analysetools das Problem behoben werden.

## Geschichte
Hervorgegangen ist GeNiEnd2End aus den Produkten GeNiResponse und GeNiKPI. Beides waren Erweiterungen zu bestehenden Produkten anderer Hersteller. Ursprung der Entwicklung waren Kundenanforderungen im Rahmen von Projekten, welche von bestehenden Systemen nicht erfüllt werden konnten. Aufgrund der sich einstellenden Akzeptanz am Markt fand eine Weiterentwicklung als Grundlage zu GeNiEnd2End statt. GeNiEnd2End-Installationen sind inzwischen im Mittelstand und Konzernen mit teilweise über 100.000 installierten Endpunkten zu finden.

## Funktionsumfang
GeNiEnd2End besteht aus mehreren Komponenten. Abgesehen von GeNiEnd2End QoS, welches GeNiEnd2End Network benötigt, sind alle Module auch einzeln und unabhängig voneinander nutzbar. Gleichzeitig installierte Komponenten können aus einer zusammengefassten Oberfläche heraus benutzt werden.

### GeNiEnd2End Essential
GeNiEnd2End Essential ist eine Lösung zur 24/7-Überwachung von Verfügbarkeit und Performance von IT-Diensten und Anwendungen aus Endanwendersicht. Mithilfe von verteilbaren Software-Agents, aber auch Hardware-Messendpunkten wie GeNiJacks, können Messungen mit iPerf durchgeführt werden, um die Netzwerkleistung (Durchsatz, Latenz, Jitter) zu analysieren und Engpässe zu identifizieren. Die Ergebnisse werden zentral gespeichert, visuell aufbereitet und ermöglichen eine schnelle Fehlerdiagnose durch Ad-hoc-Tests und Schwellenwertalarme. GeNiEnd2End Essential unterstützt IT-Teams bei der Optimierung und Überwachung von Netzwerken sowie der Effizienzsteigerung im Support.

### GeNiEnd2End Application
GeNiEnd2End Application überwacht proaktiv Ende-zu-Ende-Verbindungen mit Hilfe von Software-Agenten. Aus Anwendersicht misst GeNiEnd2End Application die Leistungsqualität geschäftskritischer Applikationen auf Client/Server-, Web- und Mainframe-Plattformen. Von der zentralen Konsole aus werden Performancetests erstellt und durchgeführt. Bei der Testdurchführung werden Datenpakete zwischen Software-Agenten, die auf Clients oder Servern installiert werden können, verschickt. Es handelt sich dabei nicht um reale Applikationsdaten, jedoch wird der Datenverkehr realer Applikationen, wie. z. B. SAP, simuliert. Als Ergebnis kann aus Anwendersicht bewertet werden, wie gut eine Applikation funktioniert. Über Verschlechterungen der Service-Qualität wird ein Administrator automatisch benachrichtigt. Die Applikationsantwortzeit wird dabei automatisch in Netzwerk- und Client/Server-Anteil unterteilt.

### GeNiEnd2End MultiTrace
GeNiEnd2End MultiTrace überwacht Multi-Tier Applikationen, wie sie z. B. bei Webapplikationen verbreitet sind (Web-Server, Datenbankserver, SAN). Die verteilte Paketaufzeichnung kann mittels Filtervorgaben ausschließlich die für den Netzwerkspezialisten interessanten Pakete aus dem Datenverkehr selektieren und ausgeben. Aufgezeichnete Paketmitschnitte können mit 3rd-Party-Performance-Analyse-Tools, wie z. B. NetScout MultiSegment Analysis oder dem ClearSight Analyzer, analysiert werden. Diese unterstützen das Zusammenfügen der Datenaufzeichnungen, um eine Multi-Segment Analyse Session zu erstellen.
Eine Analyse mit Wireshark ist auch möglich, unterliegt jedoch Einschränkungen seitens Wireshark.

### GeNiEnd2End Network
GeNiEnd2End Network führt aktive Ende-zu-Ende Tests durch. Dabei ist sowohl eine 24/7-Überwachung als auch ein Performance-Selbsttest durch den Anwender in Zusammenarbeit mit einem HelpDesk-Mitarbeiter möglich. GeNiEnd2End Network setzt für seine Tests Endpunkte ein. Diese können auf Servern und Clients installiert werden. Zwischen den Endpunkten wird Datenverkehr erzeugt, um die Leistungsfähigkeit des Netzwerks zu messen. Anhand der Messdaten kann ein Administrator beurteilen, wie gut eine bestehende Infrastruktur für Applikationen und Dienste geeignet ist. Zu den erhobenen Parametern gehören Durchsatz, Delay, Lost Application Bytes, Paketverlust, Jitter, und der im VoIP-Umfeld verbreitete MOS-Wert.

#### GeNiEnd2End QoS
GeNiEnd2End QoS erzeugt Ende-zu-Ende Einsicht in die Quality of Service von Triple Play Netzwerken. Es ist eine Erweiterung für GeNiEnd2End Network mit dem Ziel einer automatischen Erkennung von QoS-Fehlkonfigurationen. Zu diesem Zweck werden Daten mit QoS-Parametern an einen anderen Endpunkt geschickt. Anhand der erhaltenen Daten kann GeNiEnd2End erkennen, ob die Infrastruktur einen korrekten QoS-Betrieb ermöglicht.

### GeNiJack
GeNiJack ist ein integrierter Hardware Endpunkt für GeNiEnd2End, der als Messpunkt für 24/7 Ende-zu-Ende Überwachung dient. Hintergrund für die Verwendung einer dedizierten Hardware ist die Vereinfachung des administrativen Aufwandes zur Einrichtung eines Messpunktes. Es wird lediglich ein 230-V-Wechselstromanschluss und ein 10/100/GB-Ethernetkabel benötigt.